# Vuelta a Gran Bretaña
La Vuelta a Gran Bretaña (oficialmente: OVO Energy Tour of Britain) es una carrera ciclista profesional por etapas que se disputa en Gran Bretaña. 
Se creó en 2004, pero es heredera sobre todo de la Milk Race que se disputaba desde 1958 y de otras diferentes vueltas a Gran Bretaña que se han disputado desde 1945 aunque la mayoría de ellas de forma amateur. La primera edición de esta fue de categoría 2.3 y desde la creación de los Circuitos Continentales UCI en 2005 se integró en el UCI Europe Tour, primero en la categoría 2.1 y a partir de 2014 ascendió a 2.HC.
En los últimos años se disputa coincidiendo con el primer y segundo fin de semana del mes de septiembre.
Está organizada por SweetSpot, mismos organizadores que el The Women´s Tour (Tour de Gran Bretaña femenino).

## Palmarés

### Primeras carreras
| Año  | Nombre             | Ganador           | Segundo             | Tercero         |
| ---- | ------------------ | ----------------- | ------------------- | --------------- |
| 1945 | Victory Marathon   | Robert Batot      | Geoff Clark         | Dennis Jaggard  |
| 1946 | Brighton-Glasgow   | Mike Peers        | Alex Hendry         | Jack Williams   |
| 1947 | Brighton-Glasgow   | George Kessock    | John Raines         | Len West        |
| 1948 | Brighton-Glasgow   | Tom Saunders      | Allan Howard Clarke | Norman Jones    |
| 1949 | Brighton-Glasgow   | Geoff Clark       | George Lander       | Tom Saunders    |
| 1950 | Brighton-Glasgow   | George Lander     | Ken Russell         | Edmond Pierre   |
| 1951 | Brighton-Glasgow   | Ian Greenfield    | Lawry Kitchen       | Bob Dykes       |
| 1951 | Butlin Tour        | Stan Blair        | Derek Buttle        | Bill Bellamy    |
| 1951 | Tour of Britain    | Ian Steel         | Alec Taylor         | Ian Greenfield  |
| 1952 | Brighton-Glasgow   | Bill Bellamy      | Len Wightman        | Anthony Smith   |
| 1952 | Tour of Britain    | Ken Russell       | Leslie Scale        | Bob Maitland    |
| 1953 | Tour of Britain    | Gordon Thomas     | Leslie Scale        | John Pottier    |
| 1954 | Tour of Britain    | Eugène Tamburlini | Brian Robinson      | Dave Bedwell    |
| 1954 | Circuit of Britain | Vivian Bailes     | Derek Evans         | Brian Haskell   |
| 1955 | Tour of Britain    | Tony Hewson       | Ken Mitchell        | Richard Bartrop |
| 1955 | Circuit of Britain | Des Robinson      | Derek Evans         | Ray Holliday    |
| 1956 | Tour of Britain    | Richard McNeil    | Gil Taylor          | Ron Killey      |

### Milk Race
| Año  | Ganador                | Segundo               | Tercero                   |
| ---- | ---------------------- | --------------------- | ------------------------- |
| 1958 | Richard Durlacher      | William Bradley       | Alfons Sweeck             |
| 1959 | William Bradley        | John Geddes           | Constant Dekeyser         |
| 1960 | William Bradley        | William Holmes        | Öve Adamsson              |
| 1961 | William Holmes         | Juan María Uribezubia | Warwick Dalton            |
| 1962 | Eugeniusz Pokorny      | William Holmes        | James Hinds               |
| 1963 | Peter Chisman          | Constantin Dumitrescu | José Ramón Goyeneche      |
| 1964 | Arthur Metcalfe        | Vicente López Carril  | Terry West                |
| 1965 | Leslie West            | Janusz Janiak         | John Bettinson            |
| 1966 | Józef Gawliczek        | Stanislav Tschepel    | Peter Abt                 |
| 1967 | Leslie West            | David Rollinson       | Stanislaw Demel           |
| 1968 | Gösta Pettersson       | Vladimir Sokolov      | Peter Doyle               |
| 1969 | Fedor den Hertog       | Popke Oosterhof       | Peter Buckler             |
| 1970 | Jiri Mainus            | Jozef Mikolaczik      | Mathieu de Konig          |
| 1971 | Fedor den Hertog       | Marcel Duchemin       | Josef Fuchs               |
| 1972 | Hennie Kuiper          | Marcel Duchemin       | Jerzy Zwirko              |
| 1973 | Piet van Katwijk       | Bernt Johansson       | Fedor den Hertog          |
| 1974 | Roy Schuiten           | Ryszard Szurkowski    | Tord Filipsson            |
| 1975 | Bernt Johansson        | Vladimir Vondracek    | Tord Filipsson            |
| 1976 | Bill Nickson           | Joe Waugh             | Sven-Åke Nilsson          |
| 1977 | Saïd Gusseïnov         | Alf Segersäll         | Paul Carbutt              |
| 1978 | Jan Brzeźny            | Lennart Fagerlund     | Bob Downs                 |
| 1979 | Iuri Kachirin          | Janusz Pozak          | Hynek Dvořáček            |
| 1980 | Ivan Mitchenko         | Ramazan Galaletdinov  | Serguei Soukhoroutchenkov |
| 1981 | Sergei Krivocheev      | Andrei Vedernikov     | Zbigniew Szczepkowski     |
| 1982 | Iuri Kachirin          | Oleg Logvin           | Oleg Petrovich Chuzhda    |
| 1983 | Matt Eaton             | Stefan Brykt          | Malcolm Elliott           |
| 1984 | Oleg Petrovich Chuzhda | Stefan Brykt          | Kjell Nilsson             |
| 1985 | Eric Van Lancker       | Roy Knickman          | Paul Watson               |
| 1986 | Joey McLoughlin        | Malcolm Elliott       | Shane Sutton              |
| 1987 | Malcolm Elliott        | Alexandre Zinoviev    | Miroslav Sýkora           |
| 1988 | Vassili Zhdanov        | Peter Přikryl         | Steve Jones               |
| 1989 | Brian Walton           | Keith Reynolds        | Olaf Lurvik               |
| 1990 | Shane Sutton           | Rob Holden            | Miroslav Vašiček          |
| 1991 | Chris Walker           | Simeon Hampsall       | Keith Reynolds            |
| 1992 | Henry Conor            | Willy Willems         | Peter Verbeken            |
| 1993 | Chris Lillywhite       | Ole Sigurd Simensen   | Daniel Kovar              |

### Kellogg's Tour
| Año  | Ganador             | Segundo            | Tercero            |
| ---- | ------------------- | ------------------ | ------------------ |
| 1987 | Joey McLoughlin     | Steven Rooks       | Sergio Finazzi     |
| 1988 | Malcolm Elliott     | Joey McLoughlin    | Sean Kelly         |
| 1989 | Robert Millar       | Mauro Gianetti     | Remig Stumpf       |
| 1990 | Michel Dernies      | Robert Millar      | Maurizio Fondriest |
| 1991 | Phil Anderson       | Rudy Verdonck      | Heinz Imboden      |
| 1992 | Maximilian Sciandri | Adrie van der Poel | Hendrik Redant     |
| 1993 | Phil Anderson       | Wladimir Belli     | Bo André Namtvedt  |
| 1994 | Maurizio Fondriest  | Viacheslav Ekimov  | Olaf Ludwig        |

### Prudential Tour
| Año  | Ganador        | Segundo        | Tercero            |
| ---- | -------------- | -------------- | ------------------ |
| 1998 | Stuart O'Grady | Chris Boardman | Dariusz Baranowski |
| 1999 | Marc Wauters   | Benoit Joachim | Bjørnar Vestøl     |

### Vuelta a Gran Bretaña
| Año                    | Ganador                   | Segundo                    | Tercero            |
| ---------------------- | ------------------------- | -------------------------- | ------------------ |
| 2004                   | Mauricio Ardila           | Julian Dean                | Nick Nuyens        |
| 2005                   | Nick Nuyens               | Michael Blaudzun           | Javier Cherro      |
| 2006                   | Martin Pedersen           | Luis Pasamontes            | Filippo Pozzato    |
| 2007                   | Romain Feillu             | Adrián Palomares           | Luke Roberts       |
| 2008                   | Geoffroy Lequatre         | Stephen Cummings           | Ian Stannard       |
| 2009                   | Edvald Boasson Hagen      | Christopher Sutton         | Martin Reimer      |
| 2010                   | Michael Albasini          | Borut Božič                | Gregory Henderson  |
| 2011                   | Lars Boom                 | Stephen Cummings           | Jan Bárta          |
| 2012                   | Nathan Haas               | Damiano Caruso             | Leigh Howard       |
| 2013                   | Bradley Wiggins           | Martin Elmiger             | Simon Yates        |
| 2014                   | Dylan van Baarle          | Michał Kwiatkowski         | Bradley Wiggins    |
| 2015                   | Edvald Boasson Hagen      | Wout Poels                 | Owain Doull        |
| 2016                   | Stephen Cummings          | Rohan Dennis               | Tom Dumoulin       |
| 2017                   | Lars Boom                 | Edvald Boasson Hagen       | Stefan Küng        |
| 2018                   | Julian Alaphilippe        | Wout Poels                 | Primož Roglič      |
| 2019                   | Mathieu van der Poel      | Matteo Trentin             | Jasper De Buyst    |
| 2020 edición cancelada |                           |                            |                    |
| 2021                   | Wout van Aert             | Ethan Hayter               | Julian Alaphilippe |
| 2022                   | Gonzalo Serrano Rodríguez | Thomas Pidcock             | Omar Fraile        |
| 2023                   | Wout van Aert             | Tobias Halland Johannessen | Damien Howson      |
| 2024                   | Stephen Williams          | Oscar Onley                | Tom Donnenwirth    |

## Palmarés por países
Solo se indican los de la Vuelta a Gran Bretaña.
| País         | Victorias | Último vencedor              |
| ------------ | --------- | ---------------------------- |
| Países Bajos | 4         | Mathieu van der Poel en 2019 |
| Francia      | 3         | Julian Alaphilippe en 2018   |
| Bélgica      | 3         | Wout van Aert en 2023        |
| Reino Unido  | 3         | Stephen Williams en 2024     |
| Noruega      | 2         | Edvald Boasson Hagen en 2015 |
| Dinamarca    | 1         | Martin Pedersen en 2006      |
| Colombia     | 1         | Mauricio Ardila en 2005      |
| Suiza        | 1         | Michael Albasini en 2010     |
| Australia    | 1         | Nathan Haas en 2012          |
| España       | 1         | Gonzalo Serrano en 2022      |

## Estadísticas

### Más victorias generales
- Actualizado hasta 2024

| Ciclista             | Victorias | Años       |
| -------------------- | --------- | ---------- |
| Wout van Aert        | 2         | 2021, 2023 |
| Edvald Boasson Hagen | 2         | 2009, 2015 |